# Henry Cavendish (2e baronnet)
Pour les articles homonymes, voir Henry Cavendish (homonymie).
Henry Cavendish (29 septembre 1732 – 3 août 1804), 2e baronnet, est un homme politique irlandais. Il est aussi connu pour avoir tenu un journal de ce qui se passait au Parlement pendant qu'il y siégeait.

## Biographie
Il est le fils de Sir Henry Cavendish (1707-1776), 1er baronnet, de Doveridge Hall, Derbyshire, et d'Anne Pyne. Cette branche de la famille Cavendish descendant de Henry Cavendish, fils illégitime de Henry Cavendish of Tutbury Prior, fils aîné de Sir William Cavendish et de Bess de Hardwick, et frère aîné de William Cavendish, 1er comte de Devonshire (l'ancêtre des ducs de Devonshire) .
Il a siégé à la Chambre des communes irlandaise pour Lismore de 1766 à 1768, de 1776 à 1791 et de 1798 à l'Acte d'Union en 1801. Il a représenté Killybegs 1791 à 1797 et a servi comme vice-trésorier d'Irlande et à titre de receveur général en Irlande. En 1779, il a été admis au Conseil privé irlandais. Cavendish a également été membre de la Chambre des communes britannique pour Lostwithiel entre 1768 et 1774.
Cavendish a épousé en 1757 Sarah, la fille de Richard Bradshaw, ils eurent huit enfants. En 1792, elle a été élevée à la pairie d'Irlande sous le titre baronne Waterpark (en), dans le comté de Dublin, en l'honneur de son mari. Il est le père de Richard Cavendish et le beau-père d'Arthur Annesley, 1er comte de Mountnorris, de James Caulfeild Browne, 2e baron Kilmaine, et du baron Philippe de Ville de Maugremont.